# سی. بی. کی. بیچکرافت
سی. بی.کی. بیچکرافت (انگلیسی: C. B. K. Beachcroft; ۱ ژانویهٔ ۱۸۷۰ – ۱۵ مهٔ ۱۹۲۷) بازیکن کریکت اهل بریتانیا بود.